# Candice Night
Candice Night (* 8. května 1971 Hauppauge, Long Island) je americká zpěvačka, hudební skladatelka a manželka anglického rockového kytaristy Ritchie Blackmora, s kterým je od roku 1997 členkou skupiny Blackmore's Night. V roce 2011 vydala sólové album Reflections.
Narodila se v Hauppauge na Long Islandu jako Candice Lauren Isralow. V dětství se věnovala hře na klavír. Když ji bylo 12 let začala pracovat pod jménem Candice Loren jako modelka. Objevila se v reklamách, v tisku a na obchodních výstavách. Na Long Islandu měla vlastní rozhlasovou show s rockovou hudbou. Studovala na New York Institute of Technology. Je židovského původu.
Od roku 1997 je členkou a zpěvačkou skupiny Blackmore's Night.